# Stadsomwalling van Thiers

De stadsgrenzen van Parijs van de 4e eeuw tot 2015.
Gallo-romeinse omwalling
Karolingische omwalling
Omwalling van Filips II Augustus
Omwalling van Karel V
Omwalling van Lodewijk XIII
Muur van de Belastingpachters
Stadsomwalling van Thiers
Parijs in 2015

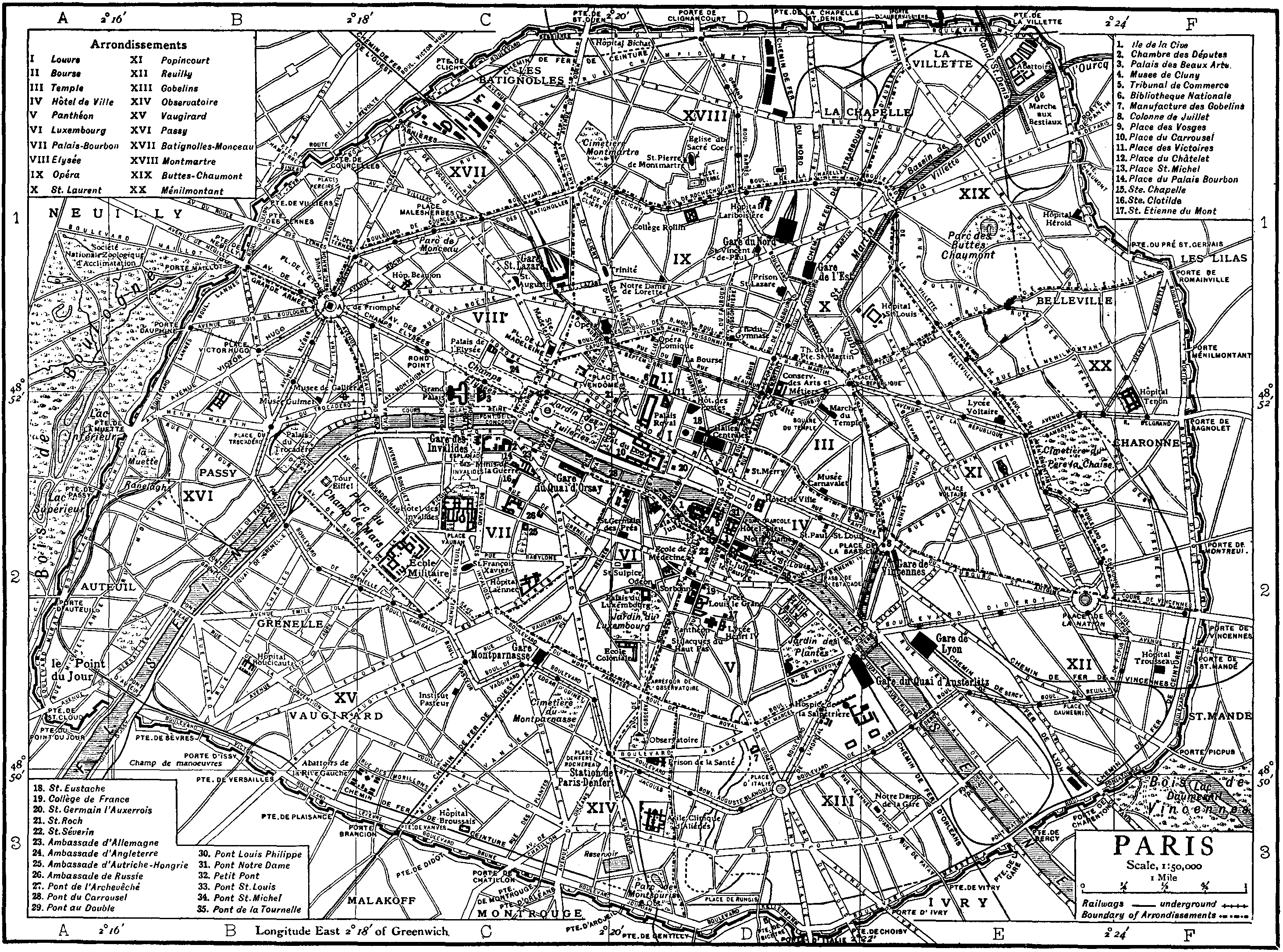
Kaart van Parijs uit 1911 met de stadsomwalling van Thiers en zijn bastions.

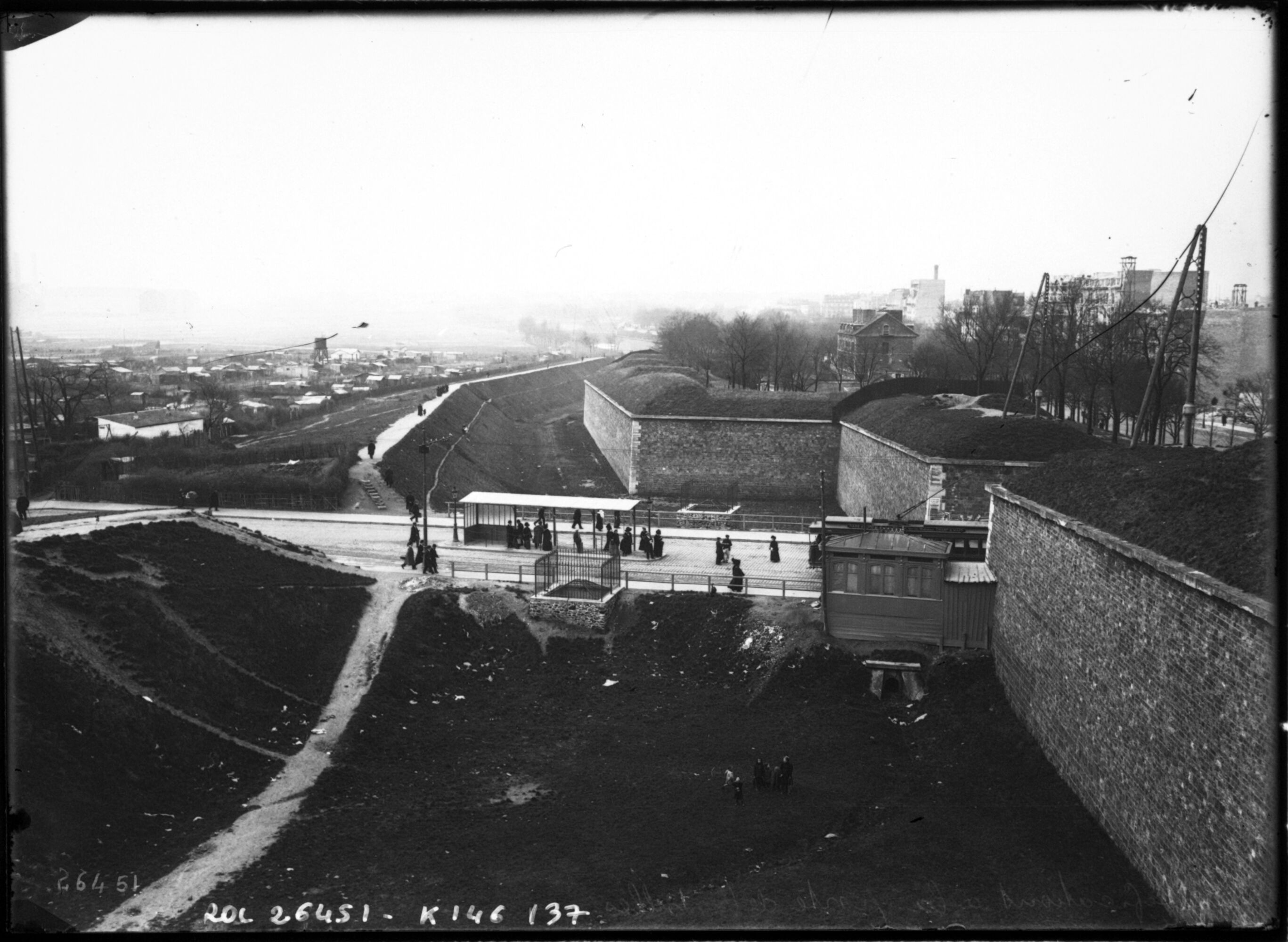
De porte de Versailles in de stadsomwalling van Thiers in 1913.

De stadsomwalling van Thiers is een omwalling die tussen 1841 en 1844 rond Parijs werd aangelegd, op basis van de plannen uit 1840 van Adolphe Thiers, Frans premier en "voorzitter van de ministerraad" en minister van buitenlandse zaken onder de Julimonarchie.
De omwalling van Thiers omvatte de hele hoofdstad, een gebied van bijna 80 km², en was gelegen tussen de locatie van de huidige Boulevards des Maréchaux, eerst de "rue Militaire" genoemd en de huidige locatie van de Boulevard Périphérique. Voor de aanleg van de muur werden dorpen als Gentilly, Ivry en Montrouge in tweeën gedeeld. In de Frans-Duitse Oorlog bleek de omwalling zijn defensieve rol niet te kunnen vervullen. De wal werd afgebroken tussen 1919 en 1929.

## Kenmerken
De omheining omvatte een totale oppervlakte van 78,02 km² en had een lengte van 33 km, waarbij het traject nauw aansluit bij de toenmalige en huidige grenzen van de gemeente Parijs.
De omwalling of vestingwerken bestond uit:
- vijfennegentig bastions,
- zeventien stadspoorten,
- drieëntwintig barrières,
- acht passages van spoorwegen,
- vijf passages van rivieren of kanalen,
- acht poternes waaronder die van Montempoivre en die van de Peupliers.

De werken werden gerealiseerd, en materiaal achteraf werd aangeleverd langs de Rue Militaire, en de aangrenzende spoorweg, de Petite Ceinture.
De omwalling bestond uit:
- de militaire straat en spoorweg langs de binnenzijde,
- een borstwering van 6 meter breed,
- een weermuur en escarpe 3,5 meter dik en 10 meter hoog,
- een 40-meter droge gracht,
- een contrescarpe op een lichte helling,
- een glacis van 250 meter breed.

Conform de regels van de krijgskunst was de glacis een "zone non aedificandi", waar dus niet gebouwd mocht worden. Vanaf het einde van de 19e eeuw werd de zone evenwel ingenomen door de Parijse sloppenwijken, waarbij de militaire functie verviel. Ook de sloppenwijk werd aangeduid als de Zone, een naam die nog vele decennia gebruikelijk bleef. De inwoners werden aangeduid als zoniers, of nog negatiever zonards.